# Rythmie du sommeil
 Mise en garde médicale
Les rythmies du sommeil, également appelées jactatio capitis nocturna correspondent à un trouble du sommeil fréquent et bénin.

## Aspects cliniques
Les rythmies surviennent à la transition veille-sommeil. Il peut s'agir de mouvements de la tête d'avant en arrière ou de mouvements latéraux de droite à gauche voire de mouvements de balancement du tronc ou de tout le corps d'avant en arrière, quand l'enfant est sur les genoux ou à quatre pattes. Ces rythmies débutent vers l'âge de 6 à 9 mois et toujours avant 18 mois ; elles s'observent chez le garçon dans 70 à 80 % des cas.
Ces rythmies ont une intensité variable mais quand les mouvements sont violents, les heurts de la tête peuvent entraîner des bosses. Elles débutent avant l'endormissement et se poursuivent en sommeil lent léger.

## Étiologie
Les rythmies du sommeil surviennent, le plus souvent, chez un enfant au développement psychomoteur normal ; leur déclenchement est alors parfois favorisé par une affection intercurrente ou des facteurs psychologiques. Habituellement, elles disparaissent spontanément vers l'âge de 4 ans. Leur persistance chez l'enfant normal devra faire pratiquer un bilan psychologique.

## Traitement
Aucun traitement n'est habituellement nécessaire mais, cependant, il est parfois recommandé de prendre des mesures pour éviter les chocs (rembourrage du lit, matelas sur le sol, etc.) et éviter le bruit, souvent angoissant pour les parents, généré par les mouvements rythmiques.
Chez l'enfant plus âgé et dans les formes intenses, il faut rechercher des problèmes d'ordre affectif et lutter contre l'anxiété. Il est rare que l'on soit amené à prescrire un anxiolytique ou un antidépresseur.